# Лимонтаска (Леко)
Лимонтаска је насеље у Италији у округу Леко, региону Ломбардија.
Према процени из 2011. у насељу је живело 4 становника. Насеље се налази на надморској висини од 627 м.